# Stratford (Oklahoma)
Stratford is een plaats (town) in de Amerikaanse staat Oklahoma, en valt bestuurlijk gezien onder Garvin County.

## Demografie
Bij de volkstelling in 2000 werd het aantal inwoners vastgesteld op 1474.
In 2006 is het aantal inwoners door het United States Census Bureau geschat op 1494, een stijging van 20 (1,4%).

## Geografie
Volgens het United States Census Bureau beslaat de plaats een oppervlakte van
2,7 km², geheel bestaande uit land. Stratford ligt op ongeveer 342 m boven zeeniveau.

## Plaatsen in de nabije omgeving
De onderstaande figuur toont nabijgelegen plaatsen in een straal van 24 km rond Stratford.